# L'Amérique pleure
L'Amérique pleure è una canzone dei Les Cowboys fringants contenuta nell'album Les Antipodes del 2019.

## Descrizione
Il protagonista della canzone è un camionista quebecchese che viaggia sulle rotte autostradali nordamericane. Nel testo si racconta della quotidianità del camionista e delle sue riflessioni circa i nostri tempi e sul continente in cui si trova a viaggiare. Al volante del suo camion, egli osserva i limiti del sogno americano, quali le disuguaglianze sociali, l'eccessivo consumismo, l'individualismo e le violenze.
Il genere musicale è quello del country folk con sfumature di malinconia.
La canzone è stata un successo e nel 2020 è diventata la canzone che ha occupato più a lungo il primo posto nella BDs top 100 delle canzoni con più airplay alla radio del Quebec, in cui è rimasta per 26 settimane.

## Videoclip
Pubblicato il 3 ottobre 2019 e diretto da Louis-Philippe Eno, il video musicale mette in scena un gruppo di line dancer, alcuni dei quali vestiti con abiti in stile western, in un karaoke-bar. Le riprese sono state effettuate presso la Taverne Rancho situata lungo Notre-Dame Street, a Montreal. Il ballerino principale è Mathieu Casavant. Le riprese hanno avuto luogo meno di una settimana prima della pubblicazione del video su YouTube.

## Riconoscimenti
- 2020 - Prix Félix de la chanson de l'année[7]
- 2020 - Prix Félix du vidéoclip de l'année